# Top Gear: Dare Devil
Top Gear: Dare Devil es un videojuego de carreras desarrollado por Papaya Studio y publicado por Kemco para PlayStation 2.

## Jugabilidad
Este juego consiste en un jugador y multijugador. En un solo jugador, el jugador conduce alrededor de una de las cuatro ciudades, Roma, Londres, Tokio y San Francisco - recolectando Dare Devil Coins. Si se recogen todas las monedas en un nivel, el jugador desbloquea un coche secreto. Lo que también se puede recoger son llaves y llaves que abren misiones de bonificación. Después de ganar una misión adicional, el jugador puede desbloquear un trabajo de pintura para el automóvil utilizado.

## Recepción
Top Gear: Dare Devil recibió críticas "mixtas o promedio" según el sitio web de agregación de revisión Metacritic. Ryan Davis de GameSpot escribió que "Hay un gran potencial aquí, pero Top Gear Dare Devil es un motor físico muy defectuoso, falta de variaciones en el juego y problemas de velocidad de fotogramas manténgalo a la sombra de "Crazy Taxi" y conviértalo en un juego que debe evitar". IGN también dio bajas calificaciones, diciendo que el juego es "un gusto adquirido y es algo que debe alquilarse primero antes de decidirse a recogerlo".